# Personalien
Personalien (spätlateinisch „personalia“ persönliche Dinge; substantiviertes Neutrum Plural von „personalis“) ist eine zusammenfassende Bezeichnung für Informationen zu einer natürlichen Person, die ihre Identifizierung ermöglichen und Verwechslungen mit anderen Personen ausschließen.
Eine gesetzliche Definition des Begriffes Personalien liegt nicht vor. Sowohl im alltäglichen als auch im gerichtlichen Sprachgebrauch wird zwischen Begriffen wie Personalien, persönlichen Daten oder Personalangaben nicht unterschieden.
„Personenbezogene Daten“ ist dagegen ein Begriff aus dem Datenschutzrecht, seit dem 25. Mai 2018 legaldefiniert in Art. 4 Nr. 1 der europäischen Datenschutz-Grundverordnung.

## Gesetzliche Regelungen
Der Personenstand umfasst nach dem Personenstandsgesetz (PStG) Daten über Geburt, Eheschließung, Begründung einer Lebenspartnerschaft und Tod sowie damit in Verbindung stehende familien- und namensrechtliche Tatsachen (§ 1 PStG). Personenstand im Sinne des PStG ist „die sich aus den Merkmalen des Familienrechts ergebende Stellung einer Person innerhalb der Rechtsordnung einschließlich ihres Namens“ und sagt damit etwas über verwandtschaftliche Beziehungen und die sich daraus ergebenden Rechtsfolgen aus, etwa das Unterhaltsrecht oder die gesetzliche Erbfolge. Die Personenstandsregister werden bei den örtlich zuständigen Standesämtern geführt (§ 1 PStG).
Der Personalausweis dient gem. § 1 des Personalausweisgesetzes (PAuswG) zur Feststellung der Identität. Er enthält die in § 5 Abs. 2 PAuswG genannten Angaben über den Ausweisinhaber.
Zu den gemäß § 111 des Gesetzes über Ordnungswidrigkeiten (OWiG) erforderlichen Angaben gehören die folgenden Daten:
- Vor-, Familien- und Geburtsname
- Ort und Tag der Geburt
- Familienstand
- Berufsbezeichnung
- Wohnanschrift (Wohnort und Straße mit Hausnummer)
- Staatsangehörigkeit

Zur Identitätsfeststellung ist insbesondere die Polizei befugt. Wer einer zuständigen Behörde, einem zuständigen Amtsträger oder einem zuständigen Soldaten der Bundeswehr unrichtige Angabe macht oder die Angabe verweigert, handelt nach § 111 OWiG wegen falscher Namensangabe ordnungswidrig, was mit einer Geldbuße von bis zu 1000 Euro geahndet werden kann. Wer fahrlässig nicht erkennt, dass eine Behörde, ein Amtsträger oder ein Soldat zuständig ist, wird mit bis zu 500 Euro belegt.
In einer Klageschrift und in Gerichtsurteilen müssen die Prozessbeteiligten bezeichnet werden (vgl. § 253 Abs. 2 Nr. 1, § 313 Abs. 1 Nr. 1 ZPO), um ihre rechtliche Identität zu wahren.